# Éliminatoires de la Coupe du monde de football 2014 : zone Océanie
Les éliminatoires de la zone Océanie pour la Coupe du monde 2014 sont organisées pour la FIFA par la Confédération du football d'Océanie (OFC) et concernent 11 sélections nationales pour 0 ou 1 place qualificative.
Le qualifié de la zone échoue en barrage inter-continental, l'Océanie n'a donc aucun représentant en phase finale de la Coupe du monde 2014.

Europe • Afrique • Amérique du Nord, Centrale et Caraïbes
Amérique du Sud • Asie • Océanie

## Équipes engagées
| Îles Cook                 | Samoa             |
| Fidji                     | Samoa américaines |
| Nouvelle-Calédonie        | Tahiti            |
| Nouvelle-Zélande          | Tonga             |
| Papouasie-Nouvelle-Guinée | Vanuatu           |
| Îles Salomon              |                   |

## Tour préliminaire
Ce tour préliminaire coïncide avec le tour préliminaire de la Coupe d'Océanie et concerne les 4 moins bonnes nations de la confédération au classement FIFA du mois de juillet 2011. Ces équipes se rencontrent lors d'un tournoi  organisé du 22 au 26 novembre 2011 dans l'archipel des Samoa.
| Rang | Équipe            | Pts | J | G | N | P | Bp | Bc | Diff |  | Résultats (▼ dom., ► ext.) |  |     |     |     |
| ---- | ----------------- | --- | - | - | - | - | -- | -- | ---- |  | -------------------------- |  | --- | --- | --- |
| 1    | Samoa             | 7   | 3 | 2 | 1 | 0 | 5  | 3  | +2   |  | Samoa                      |  | 1-1 | 1-0 | 3-2 |
| 2    | Tonga             | 4   | 3 | 1 | 1 | 1 | 4  | 4  | 0    |  | Tonga                      |  |     | 1-2 | 2-1 |
| 3    | Samoa américaines | 4   | 3 | 1 | 1 | 1 | 3  | 3  | 0    |  | Samoa américaines          |  |     |     | 1-1 |
| 4    | Îles Cook         | 1   | 3 | 0 | 1 | 2 | 4  | 6  | -2   |  | Îles Cook                  |  |     |     |     |

- Les Samoa terminent à la première place du groupe et se qualifient pour la phase finale de la Coupe d'Océanie qui sert de premier tour éliminatoire de la zone pour le mondial.

## Premier tour - Coupe d'Océanie de football 2012
Ce tour de qualification est joué dans le cadre de la Coupe d'Océanie de football 2012 qui se déroule aux îles Salomon du 1er au 10 juin 2012. Le tournoi aurait dû se jouer dans l'archipel des Fidji mais l'OFC a retiré l'organisation aux Fidji en mars 2012 à la suite de désaccords entre l'OFC et les autorités fidjiennes.
Les quatre demi-finalistes sont qualifiés pour le tour final.
Répartition avant tirage au sort
Le tirage au sort du tournoi final a lieu le 30 juillet 2011 à Rio de Janeiro. Les huit équipes sont réparties dans deux pots, classés selon leur classement FIFA (entre parenthèses dans le tableau), et chacun des groupes est composé de deux équipes de chaque pot.
| Pot 1                    | Pot 2                          |
| ------------------------ | ------------------------------ |
| Nouvelle-Zélande (94)    | Îles Salomon (181)             |
| Fidji (156)              | Tahiti (182)                   |
| Nouvelle-Calédonie (164) | Papouasie-Nouvelle-Guinée (NC) |
| Vanuatu (169)            | Samoa (189)                    |

### Groupe 1
| Rang | Équipe             | Pts | J | G | N | P | Bp | Bc | Diff |  | Résultats (▼ dom., ► ext.) |  |     |     |      |
| ---- | ------------------ | --- | - | - | - | - | -- | -- | ---- |  | -------------------------- |  | --- | --- | ---- |
| 1    | Tahiti             | 9   | 3 | 3 | 0 | 0 | 18 | 5  | +13  |  | Tahiti                     |  | 4-3 | 4-1 | 10-1 |
| 2    | Nouvelle-Calédonie | 6   | 3 | 2 | 0 | 1 | 17 | 6  | +11  |  | Nouvelle-Calédonie         |  |     | 5-2 | 9-0  |
| 3    | Vanuatu            | 3   | 3 | 1 | 0 | 2 | 8  | 9  | -1   |  | Vanuatu                    |  |     |     | 5-0  |
| 4    | Samoa              | 0   | 3 | 0 | 0 | 3 | 1  | 24 | -23  |  | Samoa                      |  |     |     |      |

- Tahiti et la Nouvelle-Calédonie sont qualifiés pour les demi-finales de la Coupe d'Océanie et pour le tour final des éliminatoires d'Océanie pour la coupe du monde.

### Groupe 2
| Rang | Équipe                    | Pts | J | G | N | P | Bp | Bc | Diff |  | Résultats (▼ dom., ► ext.) | Drapeau de la Nouvelle-Zélande | Drapeau des Îles Salomon | Drapeau des Fidji | Drapeau de la Papouasie-Nouvelle-Guinée |
| ---- | ------------------------- | --- | - | - | - | - | -- | -- | ---- |  | -------------------------- | ------------------------------ | ------------------------ | ----------------- | --------------------------------------- |
| 1    | Nouvelle-Zélande          | 7   | 3 | 2 | 1 | 0 | 4  | 2  | +2   |  | Nouvelle-Zélande           |                                | 1-1                      | 1-0               | 2-1                                     |
| 2    | Îles Salomon              | 5   | 3 | 1 | 2 | 0 | 2  | 1  | +1   |  | Îles Salomon               |                                |                          | 0-0               | 1-0                                     |
| 3    | Fidji                     | 2   | 3 | 0 | 2 | 1 | 1  | 2  | -1   |  | Fidji                      |                                |                          |                   | 1-1                                     |
| 4    | Papouasie-Nouvelle-Guinée | 1   | 3 | 0 | 1 | 2 | 2  | 4  | -2   |  | Papouasie-Nouvelle-Guinée  |                                |                          |                   |                                         |

- La Nouvelle-Zélande et les îles Salomon sont qualifiés pour les demi-finales de la Coupe d'Océanie et pour le tour final des éliminatoires d'Océanie pour la coupe du monde.

### Dernier carré
Cette phase concerne uniquement la Coupe d'Océanie de football 2012. Les 4 demi-finalistes sont en effet déjà qualifiés pour le tour final des éliminatoires de la zone Océanie pour la Coupe du monde.
|  | Demi-finales       | Demi-finales       |                        |   | Finale  | Finale  |
|  | Demi-finales       | Demi-finales       |                        |   | Finale  | Finale  |
|  |                    |                    |                        |   |         |         |
|  | 8 juin             | 8 juin             |                        |   | 10 juin | 10 juin |
|  | 8 juin             | 8 juin             |                        |   | 10 juin | 10 juin |
|  | Tahiti             | 1                  |                        |   | 10 juin | 10 juin |
|  | Tahiti             | 1                  |                        |   | 10 juin | 10 juin |
|  | Îles Salomon       | 0                  |                        |   | 10 juin | 10 juin |
|  | Îles Salomon       | 0                  | Tahiti                 | 1 |         |         |
|  | 8 juin             |                    | Tahiti                 | 1 |         |         |
|  |                    | Nouvelle-Calédonie | 0                      |   |         |         |
|  | Nouvelle-Zélande   | Nouvelle-Calédonie | 0                      | 0 |         |         |
|  | Nouvelle-Zélande   |                    |                        | 0 |         |         |
|  | Nouvelle-Calédonie | 2                  |                        |   |         |         |
|  | Nouvelle-Calédonie | 2                  | Match pour la 3e place |   |         |         |
|  |                    |                    |                        |   |         |         |
|  | 10 juin            |                    |                        |   |         |         |
|  |                    |                    |                        |   |         |         |
|  | Îles Salomon       | 3                  |                        |   |         |         |
|  | Îles Salomon       | 3                  |                        |   |         |         |
|  | Nouvelle-Zélande   | 4                  |                        |   |         |         |
|  | Nouvelle-Zélande   | 4                  |                        |   |         |         |

#### Demi-finales
| 8 juin 2012  | Tahiti       | 1 – 0 | Îles Salomon | Stade Lawson Tama, Honiara                     |                                                |
| 11:00 UTC+11 | J. Tehau 15e |       |              | Spectateurs : 15 000 Arbitrage : Peter O'Leary | Spectateurs : 15 000 Arbitrage : Peter O'Leary |
| 11:00 UTC+11 | Rapport      |       |              | Spectateurs : 15 000 Arbitrage : Peter O'Leary | Spectateurs : 15 000 Arbitrage : Peter O'Leary |

| 8 juin 2012  | Nouvelle-Zélande | 0 – 2 | Nouvelle-Calédonie                 | Stade Lawson Tama, Honiara                      |                                                 |
| 15:00 UTC+11 |                  |       | 60e B. Kaï · 90+2e G. Gope-Fenepej | Spectateurs : 10 000 Arbitrage : Norbert Hauata | Spectateurs : 10 000 Arbitrage : Norbert Hauata |
| 15:00 UTC+11 | Rapport          |       |                                    | Spectateurs : 10 000 Arbitrage : Norbert Hauata | Spectateurs : 10 000 Arbitrage : Norbert Hauata |

#### Match pour la3eplace
| 10 juin 2012 | Îles Salomon                                | 3 – 4 | Nouvelle-Zélande                      | Stade Lawson Tama, Honiara                               |                                                          |
| 11:00 UTC+11 | H. Teleda (en) 48e · B. Totori (en) 54e 88e |       | C. Wood 11e 25e 30e · S. Smeltz 90+4e | Spectateurs : 15 000 Arbitrage : Abdelkader Zitouni (en) | Spectateurs : 15 000 Arbitrage : Abdelkader Zitouni (en) |
| 11:00 UTC+11 | Rapport                                     |       |                                       | Spectateurs : 15 000 Arbitrage : Abdelkader Zitouni (en) | Spectateurs : 15 000 Arbitrage : Abdelkader Zitouni (en) |

#### Finale
| 10 juin 2012 | Tahiti           | 1 – 0 | Nouvelle-Calédonie | Stade Lawson Tama, Honiara                     |                                                |
| 15:00 UTC+11 | S. Chong Hue 11e |       |                    | Spectateurs : 10 000 Arbitrage : Peter O'Leary | Spectateurs : 10 000 Arbitrage : Peter O'Leary |
| 15:00 UTC+11 | Rapport          |       |                    | Spectateurs : 10 000 Arbitrage : Peter O'Leary | Spectateurs : 10 000 Arbitrage : Peter O'Leary |

- Grâce à ce succès, l'équipe de Tahiti se qualifie pour la Coupe des confédérations 2013 au Brésil.

## Tour final
Les 4 demi-finalistes de la Coupe d'Océanie de football 2012 se retrouvent dans ce groupe, entre le 7 septembre 2012 et le 26 mars 2013, pour se disputer une place qualificative en barrage inter-continental.

Le vainqueur du groupe rencontre le quatrième de la zone Amérique du Nord, Centrale et Caraïbes.
| Rang | Équipe             | Pts | J | G | N | P | Bp | Bc | Diff |  | Résultats (▼ dom., ► ext.) |     |     |     |     |
| ---- | ------------------ | --- | - | - | - | - | -- | -- | ---- |  | -------------------------- | --- | --- | --- | --- |
| 1    | Nouvelle-Zélande   | 18  | 6 | 6 | 0 | 0 | 17 | 2  | +15  |  | Nouvelle-Zélande           |     | 2-1 | 3-0 | 6-1 |
| 2    | Nouvelle-Calédonie | 12  | 6 | 4 | 0 | 2 | 17 | 6  | +11  |  | Nouvelle-Calédonie         | 0-2 |     | 1-0 | 5-0 |
| 3    | Tahiti             | 3   | 6 | 1 | 0 | 5 | 2  | 12 | -10  |  | Tahiti                     | 0-2 | 0-4 |     | 2-0 |
| 4    | Îles Salomon       | 3   | 6 | 1 | 0 | 5 | 5  | 21 | -16  |  | Îles Salomon               | 0-2 | 2-6 | 2-0 |     |

- La Nouvelle-Zélande se qualifie pour le barrage intercontinental OFC-CONCACAF.

## Barrage intercontinental OFC – CONCACAF
| Équipe 1 | Résultat | Équipe 2         | Aller | Retour |
| -------- | -------- | ---------------- | ----- | ------ |
| Mexique  | 9 – 3    | Nouvelle-Zélande | 5 – 1 | 4 – 2  |

| 13 novembre 2013 | Mexique                                                               | 5 – 1 | Nouvelle-Zélande | Estadio Azteca, Mexico                         |                                                |
| 14:30 UTC-6      | P. Aguilar 32e · R. Jiménez 40e · O. Peralta 48e 80e · R. Márquez 84e |       | 85e C. James     | Spectateurs : 99 832 Arbitrage : Viktor Kassai | Spectateurs : 99 832 Arbitrage : Viktor Kassai |
| 14:30 UTC-6      | Rapport                                                               |       |                  | Spectateurs : 99 832 Arbitrage : Viktor Kassai | Spectateurs : 99 832 Arbitrage : Viktor Kassai |

| 20 novembre 2013 | Nouvelle-Zélande                    | 2 – 4 | Mexique                              | Westpac Stadium, Wellington                  |                                              |
| 19:00 UTC+13     | C. James 80e (pen.) · R. Fallon 83e |       | 14e 29e 33e O. Peralta · 87e C. Peña | Spectateurs : 35 206 Arbitrage : Felix Brych | Spectateurs : 35 206 Arbitrage : Felix Brych |
| 19:00 UTC+13     | Rapport                             |       |                                      | Spectateurs : 35 206 Arbitrage : Felix Brych | Spectateurs : 35 206 Arbitrage : Felix Brych |

## L'équipe qualifiée
À la suite de la défaite de la Nouvelle-Zélande en barrage intercontinental, il n'y a pas de représentant de l'Océanie en phase finale de la Coupe du monde 2014.

## Meilleurs buteurs
Dernière mise à jour: 27 mars 2013
| Pos | Joueur               | Pays               | Buts |
| --- | -------------------- | ------------------ | ---- |
| 1   | Georges Gope-Fenepej | Nouvelle-Calédonie | 8    |
| 2   | Jacques Haeko        | Nouvelle-Calédonie | 7    |
| 2   | Chris Wood           | Nouvelle-Zélande   | 7    |
| 4   | Bertrand Kaï         | Nouvelle-Calédonie | 5    |
| 4   | Shane Smeltz         | Nouvelle-Zélande   | 5    |
| 4   | Lorenzo Tehau        | Tahiti             | 5    |
| 7   | César Lolohea        | Nouvelle-Calédonie | 4    |
| 7   | Roy Kayara (en)      | Nouvelle-Calédonie | 4    |
| 7   | Alvin Tehau          | Tahiti             | 4    |
| 7   | Jonathan Tehau       | Tahiti             | 4    |
| 7   | Benjamin Totori (en) | Îles Salomon       | 4    |
| 12  | Chris Killen         | Nouvelle-Zélande   | 3    |
| 12  | Robert Tasso (en)    | Vanuatu            | 3    |